# Dániel Gera
Dániel Richárd Gera (ur. 29 sierpnia 1995 w Budapeszcie) – węgierski piłkarz występujący na pozycji skrzydłowego w węgierskim klubie Diósgyőr.